# ISW16SH
AQUOS PHONE SERIE ISW16SH（アクオス・フォン・セリエ・アイエスダブリュいちろくエスエイチ）は、シャープによって日本国内向けに開発された、auブランドを展開するKDDIおよび沖縄セルラー電話のISシリーズの一つで、CDMA 1X WIN、および+WiMAX（モバイルWiMAX）対応スマートフォンである。製造型番はSHI16（エスエイチアイいちろく）。メーカー型番はAS38。

## 概要
シャープのau向けスマートフォンでは唯一のWiMAX対応機種。4.6インチHD液晶を搭載。公式としては初めてmicroSDXCカード(最大64GB)に対応している。製品名のSERIEは「最高峰」という意味である。
おサイフケータイは今までのFeliCaに加え、世界標準のNFCにも対応している。FeliCaとNFCの両方に対応するのは世界初である。
従来のBACKキー、HOMEキー、MENUキーに加え、Android 3.xから採用された「アプリ切り替えキー」の4つを、画面ON時に下部に表示する。これらの4キーはNavigationBarに存在するため、アプリによっては変化することがある。
2011年夏モデルのAQUOS PHONE IS12SH（SHI12）、および2011年冬モデルのAQUOS PHONE IS13SH（SHI13）同様、通常モデルの国内メーカー製のauスマートフォンとしては生産数（出荷数）が比較的少なかった。店頭からは半年以内に姿を消し、一部の地域では販売できない状態になった。

## 沿革
- 2012年（平成24年）5月15日 - KDDI、およびシャープより公式発表。
- 2012年6月15日 - 連邦通信委員会（FCC）を通過[3]。
- 2012年6月28日 - 日本全国にて一斉発売。
- 2012年11月 - 東北・関東・中部・北陸・中国・四国・九州・沖縄地区にて販売終了。
- 2012年12月 - 上記以外の残りの地区にて販売終了。

## メール・メッセンジャー
メールは2011年夏機種より対応しているKDDI Eメールアプリとなる。EZwebのEメールに対応し、今までのau携帯電話と同様@ezweb.ne.jpのメールアドレスがそのまま利用可能となっており、絵文字なども利用可能となっている。またメールは3GのほかWi-Fi（無線LAN）やモバイルWiMAXによる通信でも送受信する事が可能である。
Android OSの特徴であるGmailの複数アカウントの同時利用が可能となる。また、Gmailはリアルタイムでプッシュ着信をする。
通常のメールアプリでは、複数のPOP、IMAPメールが利用可能であり、EZwebメールはプッシュで着信する。
メッセンジャーでは、Google Talkがプリインストールされている。また、マーケットからWindows Live Messengerをはじめ、様々なメッセンジャーアプリをインストールし、利用することが可能となる。

## ブラウザ
従来通り、標準ブラウザを採用する。また、Google PlayストアからGoogle Chromeをダウンロードしての使用が可能。

## アプリケーション

### 利用可能なアプリケーションマーケット
Android OS標準のGoogle Play Store（旧・Androidマーケット）が利用可能である。またau Market（旧・au one Market）も利用できる。

### プリインストールアプリケーション
- mixi for SH - マイミクの日記やボイスの確認、画像付きの日記の作成・投稿が行える。またウィジェット機能も搭載されている。
- Twitter
- Google Map NAVI
- Google Maps
- Latitude
- Google検索、Google音声検索
- Snapeee for Android
- YouTube
- ギャラリー
- おサイフケータイ
- バーコードリーダー、情報リーダー、名刺リーダー
- LISMO
- au one GREE
- facebook
- Skype au
- Jibe

## その他機能
※PC向けWebブラウザが標準装備されておりFlashコンテンツもフル表示可能。携帯向けサイト(EZWeb)は他のスマートフォンやPCと同じく閲覧不可。
- 「エコ技」機能

| 主な機能・対応サービス                                                  | 主な機能・対応サービス                           | 主な機能・対応サービス              | 主な機能・対応サービス        |
| ----------------------------------------------------------------------- | ------------------------------------------------ | ----------------------------------- | ----------------------------- |
| auウィジェット Webブラウザ                                              | LISMO! for Android メディアプレイヤー LISMO WAVE | おサイフケータイ                    | ワンセグ                      |
| au one メール PCメール Gmail EZwebメール                                | デコレーションメール デコレーションアニメ        | Skype au                            | PCドキュメント                |
| au Smart Sports Run & Walk Karada Manager ゴルフ(web版) Fitness、歩数計 | GPS 方位計                                       | au oneナビウォーク au one助手席ナビ | au one ニュースEX au one GREE |
| かんたんメニュー じぶん銀行                                             | 緊急速報メール                                   | Bluetooth                           | 無線LAN機能 (Wi-Fi)           |
| 赤外線通信 (IrSimple) (IrSS)                                            | WIN HIGH SPEED +WiMAX （モバイルWiMAX）          | グローバルパスポート                | auフェムトセル                |
| microSD microSDHC                                                       | モーションセンサー(6軸)                          | 防水 防塵                           | 簡易留守録 着信拒否設定       |

- 安心セキュリティパックはフル対応
- ベールビュー (覗き見防止フィルタのON/OFF)
- 家庭用レコーダーからの番組持ち出し[12]
- DLNAサーバー 1.5 (Image:JPEG / Audio:MP3,LPCM)
- ワイヤレス連携対応スマートファミリンク